# Przygody Sindbada Żeglarza
Przygody Sindbada Żeglarza – utwór dla dzieci z pogranicza poezji i prozy autorstwa Bolesława Leśmiana z 1913 roku. 
Tytuł i treść nawiązuje do postaci Sindbada Żeglarza z arabskiej Księgi tysiąca i jednej nocy, jednak nie jest to ani tłumaczenie, ani przeróbka opowieści arabskich, lecz oryginalny utwór literacki.
Książka doczekała się przekładu na j. angielski jako The Adventures of Sindbad the Seafarer.

## Treść
Sindbad Żeglarz mieszka z wujem Tarabukiem – poetą, w Bagdadzie. Pewnego dnia, zachęcony przez Diabła Morskiego, postanawia wypłynąć w świat. W swojej podróży przeżywa wiele przygód.

## Źródła
1. ↑  Mary Besemeres, The Adventures of Sindbad the Seafarer, by Boleslaw Lesmian, translated from Polish into English by Mary Besemeres, excerpt from 'The First Adventure', „www.mynameissindbad.com”, 2020, DOI: 10.25911/5f0c38c9779dd [dostęp 2021-12-09] (ang.).
2. ↑  ‘The Adventures of Sindbad the Seafarer’ – Image Gallery [online], Culture.pl [dostęp 2021-12-09] (ang.).